# Joel Merkler
Joel Merkler (Gélida, 25 de octubre de 2001), es un jugador español de rugby que se desempeña como pilar o segunda línea, juega en el Stade Toulousain del Top 14 de Francia y es internacional absoluto con la Selección Española.
Ganó la Champions Cup en 2024 y el Top 14 dos veces, en el 2023 y 2024 con el Stade Toulousain.

## Biografía

### Juventud y formación
Joel Merkler nació en Gélida, un pequeño pueblo cercano a Barcelona, de padre inglés. Se formó en el CR Sant Cugat, en Cataluña . Fue convocado por la federación española, y se incorporó al centro de entrenamiento de San Baudilio de Llobregat en 2016. El mismo año jugó con la selección catalana sub-16.
Tan polivalente entre segunda línea y pilar, sus actuaciones le permitieron incorporarse la academia del Stade Toulousain en 2017. En 2018 fue seleccionado para participar en el Campeonato de Europa Sub-18 con España, donde jugó de pilar y ganó el bronce. En 2019 jugó con la Selección Española Sub-20.
Al final de la temporada 2020-2021, ganó el Campeonato de Francia sub-21 con el Stade Toulousain, llegando a la final como remplazo de Paul Mallez.
Es estudiante en el Instituto de Estudios Políticos de Toulouse (cuarto año en 2023-2024),  al mismo tiempo que inicia su carrera profesional.

### Debut profesional e internacional (desde 2020)
En 2020, el Stade Toulousain aprovechó el sistema de doble licencia para prestarlo al FCTT, un club Fédérale 1.
Debutó con la selección absoluta de España, durante las pruebas de noviembre de 2020. El técnico Santiago Santos convocó a varios jugadores jóvenes sub-20, entre ellos Joel Merkler, en dos partidos contra Uruguay. A finales de 2021, regresó a la selección española durante un viaje a Holanda, luego disputó todo el Europeo de 2022. Ganó su primera titularidad durante un viaje a Georgia. 
Al inicio de la temporada 2022-23, Joel Mekler fue considerado por la plantilla senior del Stade Toulousain como un jugador que podría obtener minutos de juego como pilar derecho durante la temporada. El 29 de octubre de 2022, en la novena jornada del Top 14, debutó con el Stade Toulousain, ante el Bayona . Durante este partido, entró en juego en segunda línea en lugar de Emmanuel Meafou, pero Toulouse perdió 26 a 22. A mitad de temporada, amplió su contrato con su club formador por tres temporadas, hasta 2026.
Durante la temporada 2023-24, sus actuaciones con el Stade Toulousain en el Top 14 son muy prometedoras, hasta el punto de que el diario L'Équipe informa de un interés de la FFR, aunque Joel no es elegible para la selección francesa.
El 25 de mayo de 2024, fue suplente con el Stade Toulousain en la final de la Champions Cup en el Tottenham Hotspur Stadium de Londres ante el Leinster Rugby . Entró en el minuto 56 en lugar de Dorian Aldegheri. El equipo de Toulouse venció a los irlandeses por 31-22 en la prórroga, consiguiendo así el sexto título de liga del club en Europa.

## Estadísticas
A 25 de mayo de 2024, Joel Merkler ha disputado 25 partidos con el Stade Toulousain, en el Top 14 y en la Champions Cup. Marcó 1 try.

## Palmarés

### Stade Toulousain
- Campeón del Championnat de France Espoirs en 2021
- Campeón del Top 14 en 2023, [N 1] 2024 y 2025
- Campeón de la Champions Cup en 2024